# Lois Nettleton
Lois June Nettleton (Oak Park, 16 agosto 1927 – Woodland Hills, 18 gennaio 2008) è stata un'attrice statunitense.

## Biografia
Dopo essere stata una semifinalista di Miss America 1949, Lois Nettleton fece il suo debutto a Broadway nel 1949. Nel 1955 recitò nella produzione originale di Broadway de La gatta sul tetto che scotta, in cui era la sostituta di Barbara Bel Geddes nel ruolo della protagonista Maggie; nel 1973 tornò trionfalmente a Broadway in un revival di Un tram che si chiama Desiderio nel ruolo di Blanche DuBois, che le valse una candidatura al Tony Award alla migliore attrice protagonista in un'opera teatrale. Nel corso della sua carriera teatrale recitò anche in qualche musical, tra cui A Little Night Music in scena a Los Angeles nel 1991. Molto attiva anche in campo televisivo, Nettleton vinse due Daytime Emmy Award nel 1977 e nel 1983, oltre ad essere stata candidata a tre premi Emmy per Cuori senza età e L'ispettore Tibbs.
Lois Nettleton fu sposata con Jean Shepherd dal 1960 al 1967 e la coppia non ebbe figli.

## Filmografia

### Cinema
- Un volto nella folla (A Face in the Crowd), regia di Elia Kazan (1957)
- Rodaggio matrimoniale (Period of Adjustment), regia di George Roy Hill (1962)
- Appuntamento fra le nuvole (Come Fly with Me), regia di Henry Levin (1963)
- Ad ovest del Montana (Mail Order Bride), regia di Burt Kennedy (1964)
- La cortina di bambù (The Bamboo Saucer), regia di Frank Telford (1968)
- Il grande giorno di Jim Flagg (The Good Guys and the Bad Guys), regia di Burt Kennedy (1969)
- Piccioni (The Sidelong Glances of a Pigeon Kicker), regia di John Dexter (1970)
- Dingus, quello sporco individuo (Dirty Dingus Magee), regia di Burt Kennedy (1970)
- L'esibizionista (The Honkers), regia di Steve Ihnat (1972)
- The Man in the Glass Booth, regia di Arthur Hiller (1975)
- Echi di una breve estate (Echoes of a Summer), regia di Don Taylor (1976)
- Benedizione mortale (Deadly Blessing), regia di Wes Craven (1981)
- Butterfly - Il sapore del peccato (Butterfly), regia di Matt Cimber (1982)
- Il più bel casino del Texas (The Best Little Whorehouse in Texas), regia di Colin Higgins (1982)

### Televisione
- Studio One – serie TV, 3 episodio (1949-1956)
- The Big Story – serie TV, 1 episodio (1956)
- Armstrong Circle Theatre – serie TV, 2 episodi (1958)
- Kraft Television Theatre – serie TV, 2 episodio (1958)
- Una donna poliziotto (Decoy) – serie TV, episodi 1x07-1x28 (1957-1958)
- The United States Steel Hour – serie TV, 1 episodio (1959)
- Startime – serie TV, 1 episodio (1960)
- Play of the Week – serie TV, 2 episodi (1960)
- La città in controluce (Naked City) – serie TV, 4 episodi (1960-1962)
- Ai confini della realtà (The Twilight Zone) – serie TV, episodio 3x10 (1961)
- Route 66 – serie TV, 3 episodi (1961-1963)
- Gunsmoke – serie TV, 2 episodi (1961-1967)
- L'ora di Hitchcock (The Alfred Hitchcock Hour) – serie TV, episodio 1x29 (1963)
- Undicesima ora (The Eleventh Hour) – serie TV, 1 episodio (1963)
- Assistente sociale (East Side/West Side) – serie TV, episodio 1x10 (1963)
- The Nurses – serie TV, 2 episodi (1963-1964)
- Il dottor Kildare (Dr. Kildare) – serie TV, 2 episodi (1964-1965)
- Il fuggiasco (The Fugitive) – serie TV, 3 episodi (1964-1966)
- Mr. Novak – serie TV, episodio 2x23 (1965)
- Il virginiano (The Virginian) – serie TV, 2 episodi (1965-1968)
- Bonanza – serie TV, episodi 8x04-8x05 (1966)
- F.B.I. (The F.B.I.) – serie TV, 2 episodi (1967-1970)
- Una famiglia si fa per dire (Accidental Family) – serie TV, 16 episodi (1967)
- Daniel Boone – serie TV, 1 episodio (1968)
- Reporter alla ribalta (The Name of the Game) – serie TV, 1 episodio (1969)
- Dove vai Bronson? (Then Came Bronson) – serie TV, 1 episodio (1969)
- I nuovi medici (The Bold Ones: The New Doctors) – serie TV, 1 episodio (1969)
- The Outsider – serie TV, episodio 1x24 (1969)
- Bracken's World – serie TV, 1 episodio (1970)
- Medical Center – serie TV, 5 episodi (1970-1976)
- Los Angeles: ospedale nord (The Interns) – serie TV, 1 episodio (1971)
- Un uomo per la città (The Man and the City) – serie TV, 1 episodio (1971)
- Mistero in galleria (Night Gallery) – serie TV, 1 episodio (1972)
- Cannon – serie TV, 1 episodio (1972)
- Mary Tyler Moore – serie TV, 1 episodio (1973)
- Movin' On – serie TV, 1 episodio (1974)
- Marcus Welby (Marcus Welby, M.D.) – serie TV, 1 episodio (1974)
- Barnaby Jones – serie TV, 1 episodio (1974)
- Kung Fu – serie TV, 2 episodi (1975)
- Petrocelli – serie TV, 1 episodio (1975)
- Hawaii Squadra Cinque Zero (Hawaii Five-O) – serie TV, 1 episodio (1975)
- Le strade di San Francisco (The Streets of San Francisco) – serie TV, 1 episodio (1977)
- The Eddie Capra Mysteries – serie TV, 1 episodio (1978)
- Colorado (Centennial) – serie TV, 10 episodi (1978-1979)
- Love Boat (The Love Boat) – serie TV, 1 episodio (1980)
- Trapper John (Trapper John, M.D.) – serie TV, 1 episodio (1982)
- Insight – serie TV, 2 episodi (1982)
- Glitter – serie TV, 1 episodio (1984)
- La signora in giallo (Murder, She Wrote) – serie TV, episodi 1x05-4x15-8x07 (1984-1991)
- Detective per amore (Finder of Lost Loves) – serie TV, 1 episodio (1985)
- Hotel – serie TV, 1 episodio (1985)
- Cuori senza età (The Golden Girls) – serie TV, 1 episodio (1986)
- L'albero delle mele (The Facts of Life) – serie TV, 2 episodi (1986-1987)
- New York New York (Cagney & Lacey) – serie TV, 1 episodio (1987)
- Mr. Belvedere – serie TV, 1 episodio (1988)
- L'ispettore Tibbs (In the Heat of the Night) – serie TV, 22 episodi (1988-1989)
- I mostri vent'anni dopo (The Munsters Today) – serie TV, 1 episodio (1989)
- Gli amici di papà (Full House) – serie TV, 2 episodi (1991)
- Seinfeld – serie TV, 1 episodio (1994)
- Babylon 5 – serie TV, 1 episodio (1995)
- Cosby indaga (The Cosby Mysteries) – serie TV, 1 episodio (1995)
- Baywatch Nights – serie TV, 1 episodio (1995)
- Charlie Grace – serie TV, 1 episodio (1996)
- Jarod il camaleonte (The Pretender) – serie TV, 1 episodio (1999)
- Crossing Jordan – serie TV, 1 episodio (2001)

### Doppiaggio
- Spider-Man - serie TV, 2 episodi (1997)
- Topolino & i cattivi Disney (Mickey's House of Villains), regia di Jamie Mitchell, Tony Graig, Mike Moon (2002)

## Doppiatrici italiane
- Dhia Cristiani in Appuntamento fra le nuvole
- Germana Dominici in Benedizione mortale
- Angiolina Quinterno in Topolino & i cattivi Disney